# Glossogobius koragensis
Glossogobius koragensis är en fiskart som beskrevs av Herre, 1935. Glossogobius koragensis ingår i släktet Glossogobius och familjen smörbultsfiskar. Inga underarter finns listade i Catalogue of Life.